# Metabelba paraitalica
Metabelba paraitalica är en kvalsterart som beskrevs av Kulijev 1967. Metabelba paraitalica ingår i släktet Metabelba och familjen Damaeidae. Inga underarter finns listade i Catalogue of Life.